# Polittico di sant'Orsola
Il polittico di sant'Orsola è un dipinto a tempera su tavola di Antonio Vivarini, databile al 1440-1445 e conservato frammentario nel Museo diocesano di Brescia.
L'opera proviene dalla chiesa di San Pietro in Oliveto, dalla quale fu trasferita durante l'Ottocento dopo l'acquisizione del monastero e dei suoi beni da parte del Seminario vescovile. Il polittico, del quale sopravvivono solo tre pannelli, il centrale e due laterali, è stato smembrato in epoca imprecisabile e si trova privo della cornice originale, ancora rilevabile nelle tracce presenti sulle tavole.

## Storia
Le tre tavole facevano parte di un polittico che doveva comprendere almeno altri due pannelli, in modo da armonizzare in perfetta corrispondenza simmetrica la positura dei due santi superstiti e il relativo, diverso colore dei gradoni sui quali appoggiano. Considerando poi il modo consueto del Vivarini di assemblare i polittici, diventa verosimile supporre l'esistenza di una predella, anch'essa scomparsa. L'opera è segnalata per la prima volta nella chiesa di San Pietro in Oliveto da Ottavio Rossi nel 1620 con l'ascrizione a Vincenzo Foppa, ma senza una descrizione particolareggiata dei pannelli.
Altri studiosi, nel corso dei secoli, ne fanno simile accenno, fino ad Alessandro Sala che, nel 1834, lo segnala ormai in sacrestia e composto dai tre pannelli attuali: «la Sant'Orsola con compagne martiri; come pure i Santi Pietro e Paolo, in tavole separate con fondo dorato». Nel momento in cui il Sala scriveva, il monastero di San Pietro in Oliveto era già passato nelle proprietà del Seminario vescovile e, con esso, tutti i suoi beni, compreso il frammentario polittico. Le tre tavole seguiranno di conseguenza gli spostamenti del seminario, lasciando il monastero e arrivando infine nella collezione del Museo diocesano.

## Descrizione
I tre pannelli separati, unici superstiti noti del polittico, raffigurano san Pietro, san Paolo e, nella tavola centrale, sant'Orsola accompagnata dalle vergini. I due santi laterali recano i simboli legati alla loro consueta iconografia, mentre sant'Orsola è raffigurata in un sontuoso abito, con una corona sul capo e due stendardi tra le mani, mentre tutt'attorno si affolla il gruppo delle vergini. Lo sfondo è dorato per tutte e tre le tavole.
Attorno alle figure si può ancora scorgere la traccia degli archi a sesto acuto della cornice originale entro i quali erano posizionati i pannelli, tracce che lasciano pertanto supporre la conformazione primitiva dell'opera. Lungo le tracce, in particolare sul pannello di destra, si riconoscono ancora peducci e fioriture e l'arco della tavola centrale terminava con una leggera inflessione a cuspide.

## Stile
L'assegnazione alla mano di Antonio Vivarini viene proposta per la prima volta da Giovanni Battista Cavalcaselle nel 1868, ipotesi poi universalmente accettata dalla critica successiva. La supposta collaborazione con Giovanni d'Alemagna viene più volte avanzata nel corso del tempo, anche a causa della consueta collaborazione tra i due a partire dal 1441 fino alla morte di Giovanni, avvenuta nel 1450. La datazione avanzata per l'opera, 1440-1445, rientrerebbe in questo periodo e coinciderebbe anche con i lavori di rinnovamento promossi dai canonici di San Giorgio in Alga che avevano ottenuto la gestione del monastero nel 1427.
Ad esempio, Gaetano Panazza e Camillo Boselli, nel 1946, evidenziano una certa discrepanza stilistica tra la tavola centrale e i pannelli laterali: «nella sant'Orsola, i raffinati ritmi decorativi delle figure allungate, le cadenze delle pieghe a cannelloni che si ingorgano sul pavimento marmoreo, quell'ondulato gioco di teste disossate, dalle carni avoriate con sfumature rosate e con gli aurati capelli, che si affollano, senza creare pesantezza attorno alla santa, il gioco delle sottili mani, sono ancora motivi del gotico internazionale che trova il suo coronamento nell'andamento sinuoso dei due pennoncelli, mentre le attonite e pensose figure femminili preannunciano già vagamente il Rinascimento. Più vigore plastico rivelano le due figure dei santi Pietro e Paolo, dove più solido è l'impianto delle figure severe, il modellato del viso più largo, ottenuto con un forte gioco chiaroscurale e disegno più fermo».
Il dipinto ha conosciuto, nei secoli, una grandissima fortuna iconografica, soprattutto grazie alla Sant'Orsola e le vergini compagne dipinta dal Moretto dopo il 1540, il quale già a sua volta, per l'esecuzione, si era largamente ispirato alla tavola centrale del polittico. Dalla tela del Moretto proverranno poi numerosissime copie, eseguite soprattutto nel Seicento, che riprenderanno, spesso inconsapevolmente, quest'opera archetipa del Vivarini.